# Дворянская родословная книга
Дворянская родословная книга — документ, оформляющий привилегии дворянской части населения каждой губернии Российской империи. Составлять и вести такую книгу, в которую были вписаны все дворянские роды данной губернии, было предписано в «Жалованной Грамоте», данной Екатериной II Российскому дворянству 21 апреля 1785 года.
Для доказательства дворянских прав грамотой были введены, вместо старых родословных книг, дворянские книги шести категорий для каждой губернии (в Санкт-Петербургской губернии — семь категорий). В каждую часть вписывались дворянские роды определённой категории:
- 1-я часть — роды «действительного дворянства», то есть дворяне, пожалованные в потомственное дворянское достоинство императорским дипломом, гербом и печатью.
- 2-я часть — роды военного дворянства. По указу Петра I все обер-офицеры получали патенты на дворянство. Более поздними реформами Александра II (1856 г.) право потомственного дворянства было ограничено только высшими воинскими чинами, начиная с чина VI класса — полковник.
- 3-я часть — роды «восьмиклассного дворянства». Согласно «Табели о рангах» 1722 года, «все служители российские или чужестранные, которые осьми первых рангов находятся или действительно были», имели право на потомственное дворянство. Более поздними реформами Александра II (1856 г.) право потомственного дворянства было ограничено только высшими гражданскими чинами, начиная c чина IV класса — действительный статский советник.
- 4-я часть — иностранные роды, то есть иностранцы, приехавшие в Россию, уже имея дворянское достоинство.
- 5-я часть — титулами отличённые роды, то есть такие, которые имеют «… наследственно или по соизволению коронованной главы название или княжеское, или графское, или баронское, или иное».
- 6-я часть — древние благородные дворянские роды. «Древние благородные не иные суть, как те роды, коих доказательства дворянского достоинства за сто лет и выше восходят; благородное же их начало покрыто неизвестностию». Поскольку для действительно древних русских дворянских родов основным доказательством их древности являлось упоминание в так называемых Столбцах — средневековых списках о предоставлении поместий на время службы, — то такие дворяне назывались столбовыми.
- 7-я (особая) часть — учреждённая высочайшим рескриптом Александра I от 1 (13) января 1807 года на имя генерала от инфантерии, Главнокомандующего земским войском Первой области графа Н. А. Татищева только для Санкт-Петербургской губернии[1]. Предназначена для внесения имён дворян, отличившихся в Земском ополчении 1806 года:
  - избранных дворянством начальников земского войска, губернских, уездных, тысячных и всех частных.
  - жертвователей на ополчение (с указанием пожертвований).
  - предводителей дворянства губернских и уездных, служивших в этот период.

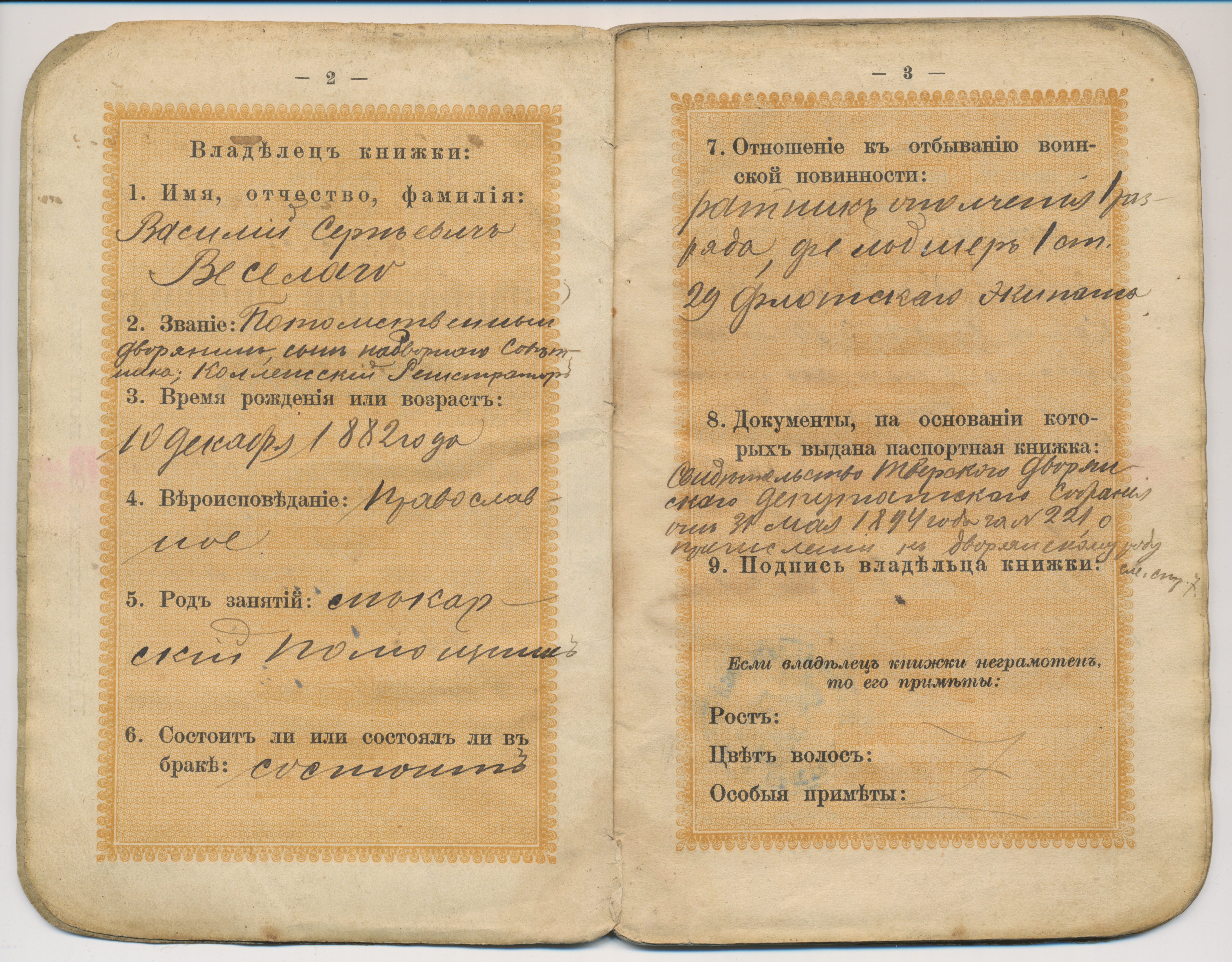
Паспортная книжка, 1901 год

Составлялась родословная книга специальной комиссией Дворянского депутатского собрания, состоящей из уездных депутатов во главе с губернским предводителем дворянства. Комиссия работала на основе алфавитных списков потомственных дворян, представленных уездными предводителями дворянства, и рассматривала по каждому роду представленные доказательства, на основании которых принималось решение о внесении данного рода в определённую часть родословной книги. В родословную книгу вносились только потомственные дворяне. Личные дворяне в родословную книгу не вносились.
До разделов Речи Посполитой 1772 года для польской шляхты актуальным был Гербовник. Впоследствии её представители были внесены в родословные книги по губерниям Российской Империи. Указом императора Павла I от 20 (31) января 1797 года был учреждён Общий гербовник дворянских родов Российской империи.
На основании свидетельства Дворянского депутатского собрания выдавались паспортные книжки.

## Литература

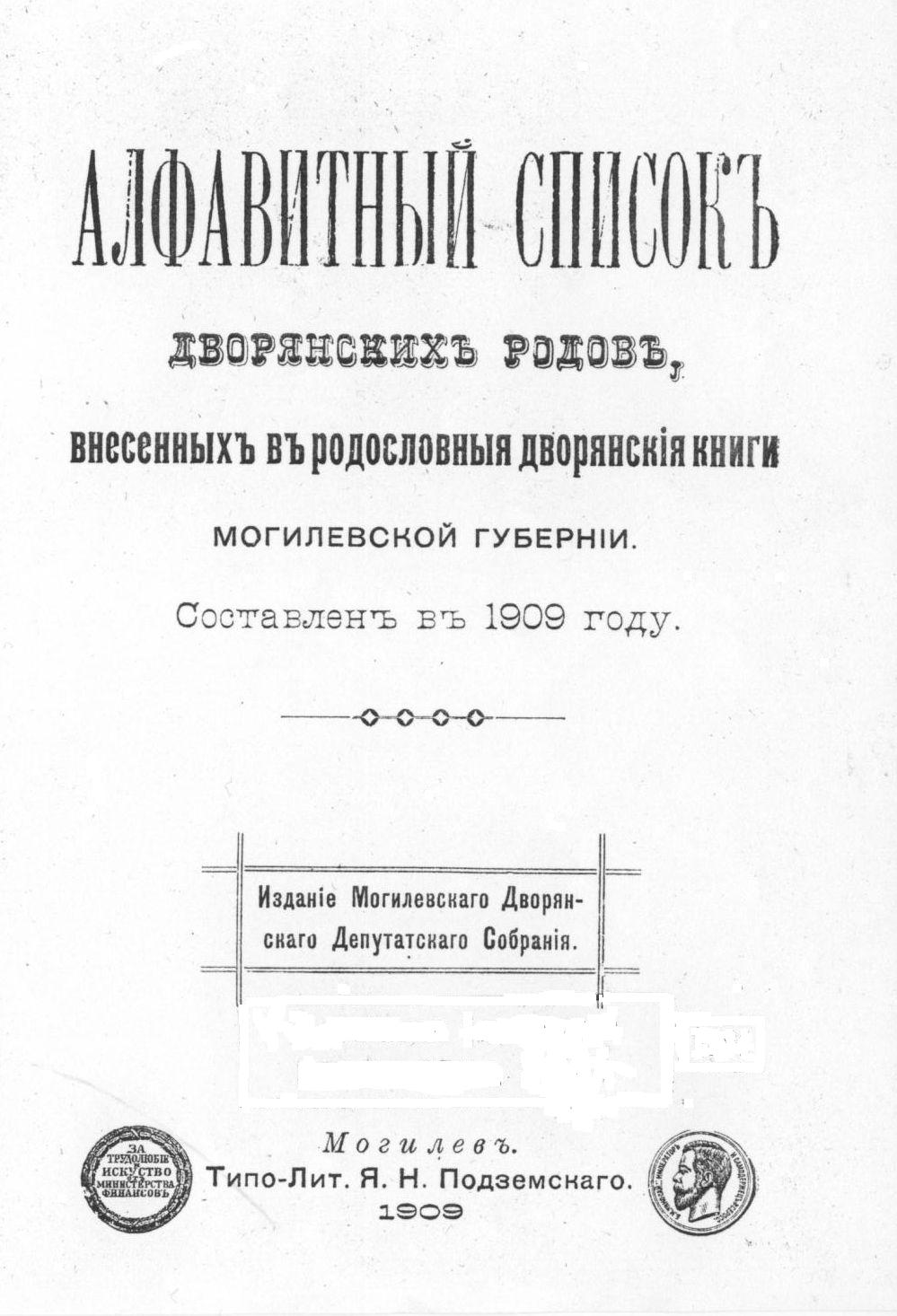
издание Могилевского Дворянского Собрания 1909 года
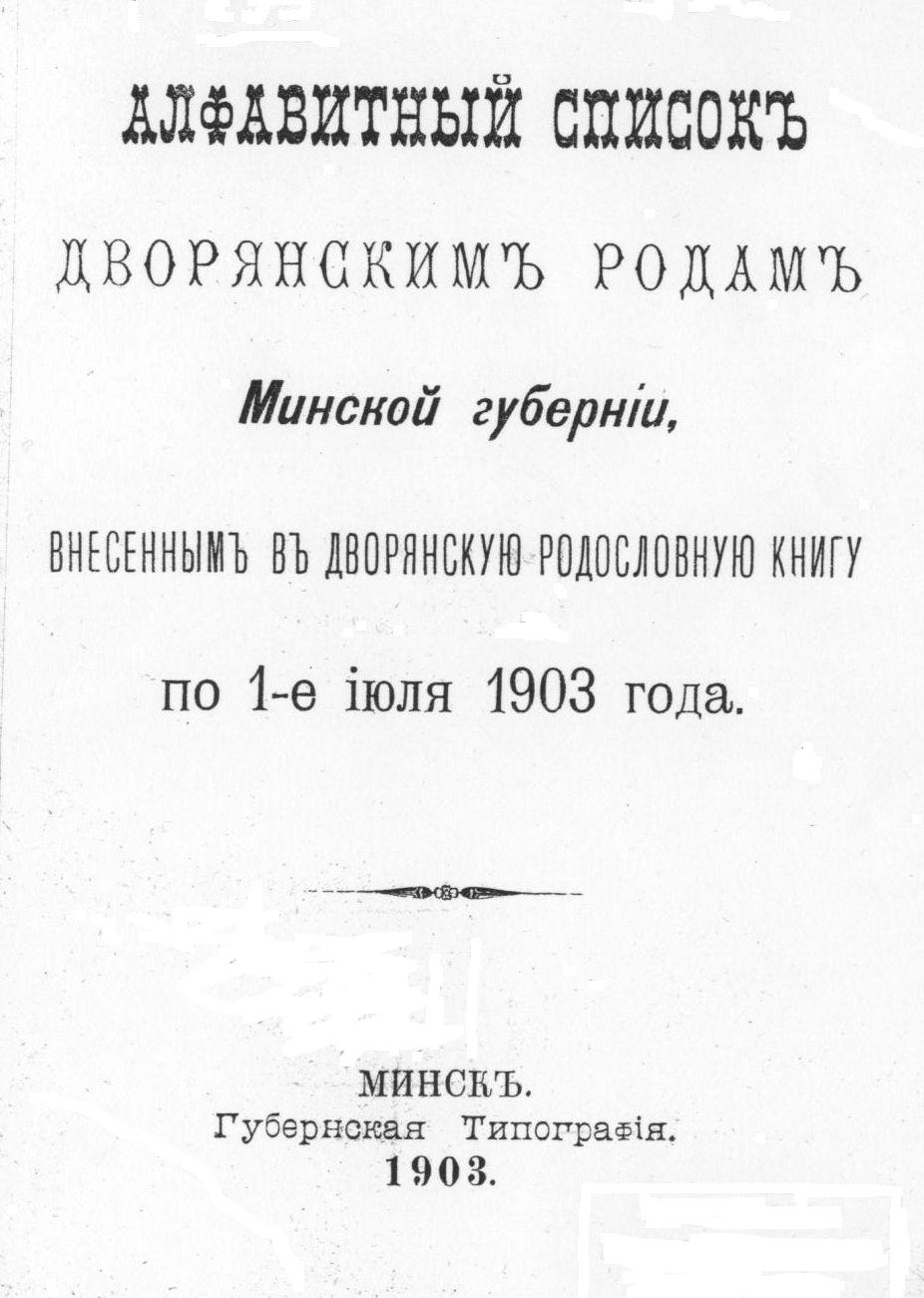
издание Минского Дворянского Собрания 1903 года
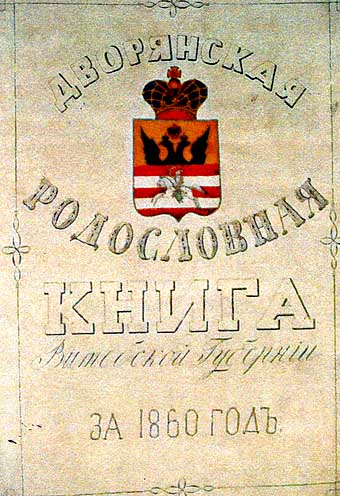
издание Витебского Дворянского Собрания 1860 года